# Stjernedrys
Stjernedrys er en lysskulptur i Torvegade i Esbjerg, som forestiller hvordan stjernehimlen så ud over netop Torvegade nytårsnat år 2000.
Skulpturen er opbygget ved at placere lysarmaturer ned i selve granitbelægningen, som derved danner stjerner og stjernebilleder. De specielle gadelamper i Torvegade fremhæver skulpturen.
288 lysarmaturer danner Stjernedrys, som blev indviet den 22. december 2000. Skulpturen starter ved torvet i Esbjerg og ender ved Musikhuset Esbjerg.
Esbjerg blev i 2001 kåret som Årets Udelysby for Stjernedrys.